# Khadija Chemkhi
Khadija Chemkhi, née le 18 septembre 2000, est une escrimeuse tunisienne.

## Carrière
Khadija Chemkhi est médaillée d'argent aux championnats d'Afrique cadets 2016 à Bamako.
Elle est médaillée d'or en sabre par équipes aux championnats d'Afrique 2016 à Alger, aux championnats d'Afrique 2018 à Tunis et aux championnats d'Afrique 2019 à Bamako, ainsi que médaillée d'argent en sabre par équipes aux championnats d'Afrique 2017 au Caire.